# Lago Pehoé
|largo            = 
|ancho            = 
|perímetro        = 
|profundidad_media = 
|profundidad_máxima = 
|volumen          = 
|altitud          = 
}}
El lago Pehoé es un lago ubicado dentro del parque nacional Torres del Paine, en la Región de Magallanes y Antártica Chilena, Chile. Se encuentra muy cerca de la localidad de Villa Cerro Castillo y está a 145 kilómetros al norte de la ciudad de Puerto Natales.

## Historia
Luis Risopatrón lo describe en su Diccionario Jeográfico de Chile de 1924:: 645 
Pehoe (Lago). 51° 05' 73° 05' Es de mediana estension, recibe del N el desahue del lago Skottsberg i se vácia en el rio Paine, de la hoya del rio Serrano. 72, carta de Skottsberg (1911); i 134; i Pehue error litográfico en 156.

## Galería de imágenes

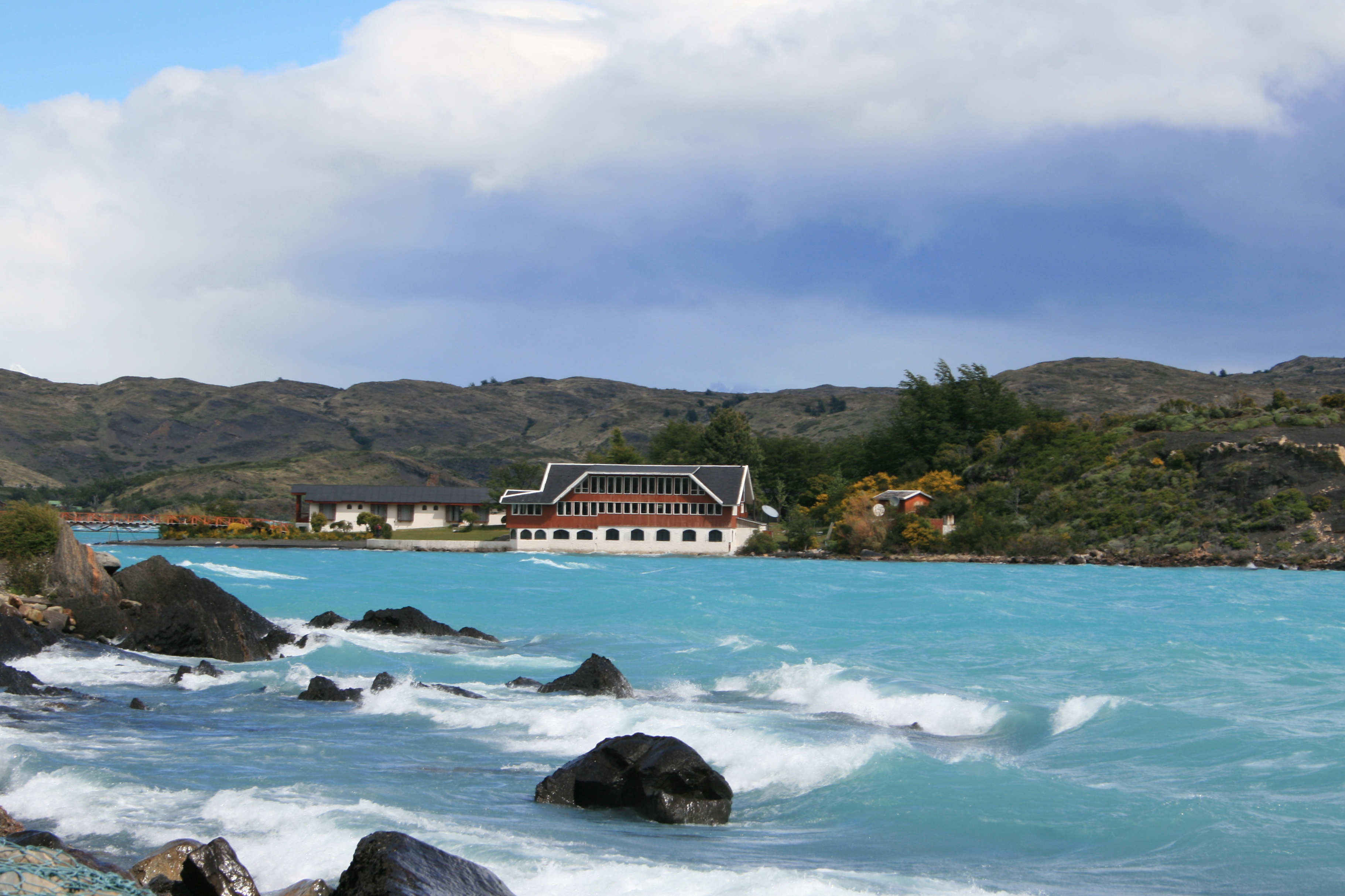
Hotel Pehoé.
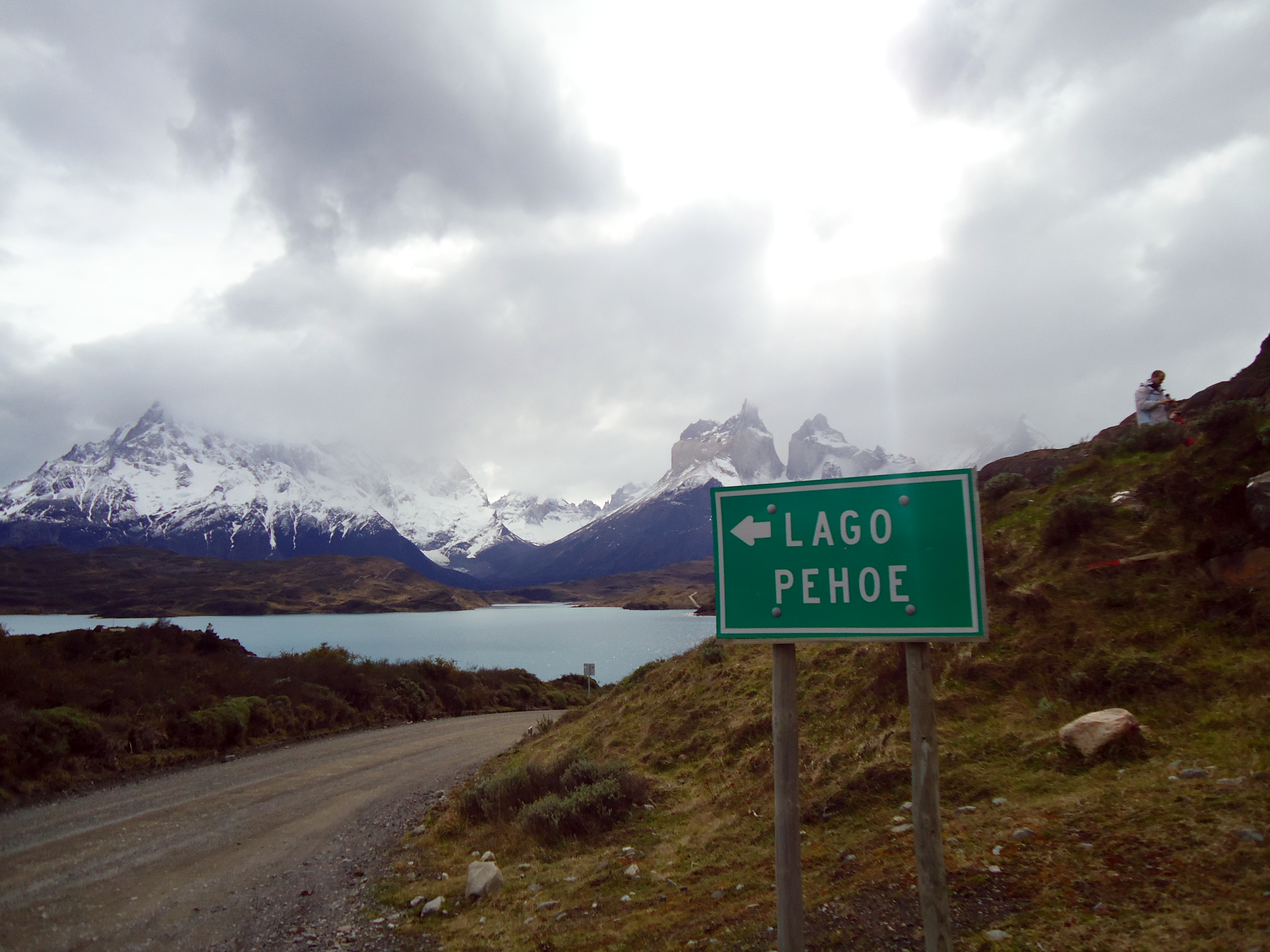
Lago Pehoé.
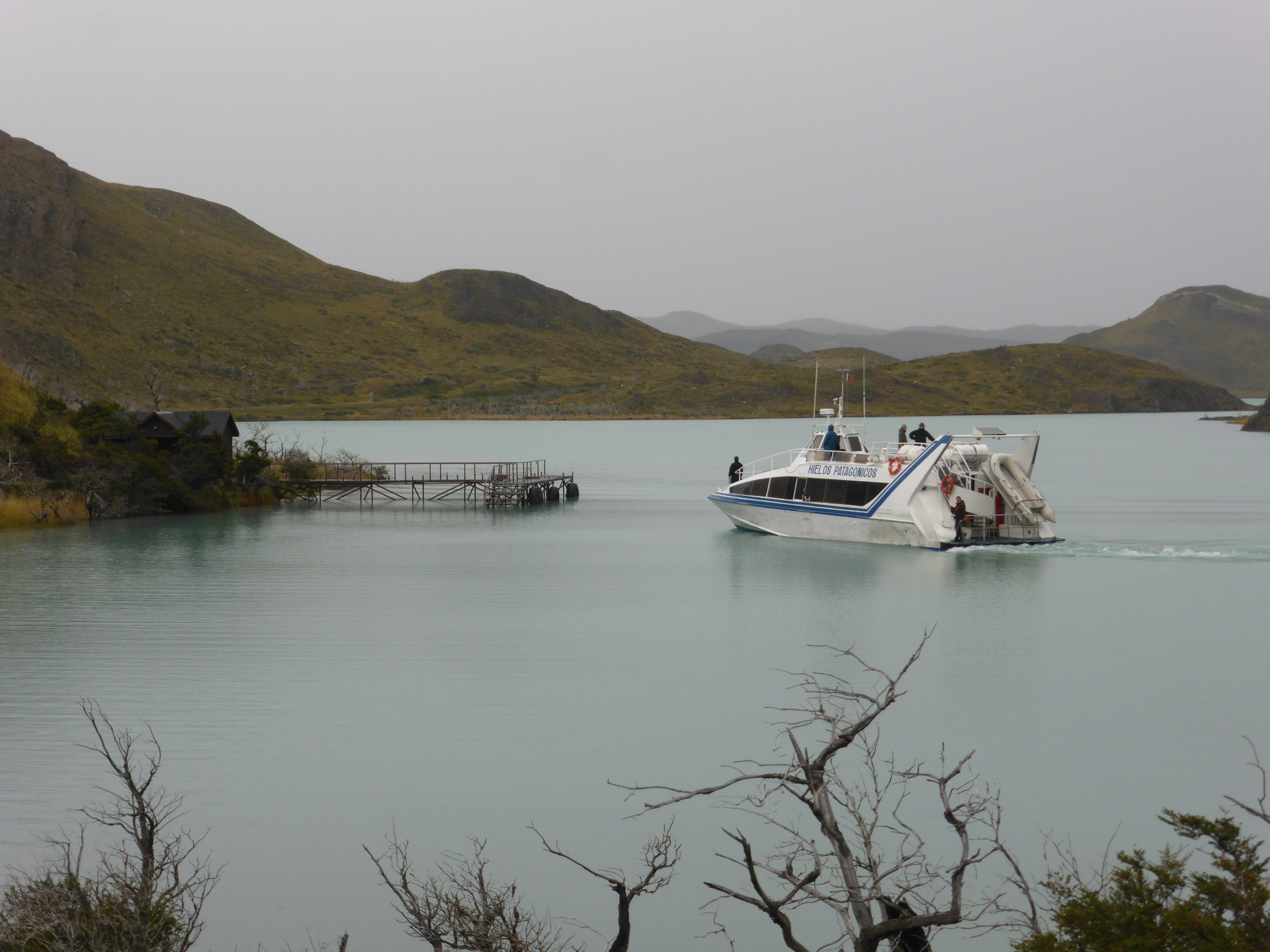
Catamarán Hielos Patagónicos, en el Lago Pehoé.